# Bruno Henrique Pinto
Bruno Henrique Pinto, (Belo Horizonte, Brasil; 30 de diciembre de 1990) más conocido como Bruno Henrique, es un futbolista brasileño que juega como delantero y su actual equipo es el Clube de Regatas do Flamengo del Campeonato Brasileño de Serie A.

## Trayectoria

### Inicios
Nacido en Belo Horizonte, Minas Gerais, Bruno Henrique se unió a Cruzeiro después de impresionar en el lado amateur Inconfidência FC. Hizo sus debuts principales mientras estaba en préstamo en Uberlândia en 2012, y firmó permanentemente por este último en 2013.
En julio de 2014, Bruno Henrique fue cedido a Itumbiara. Anotó siete goles en solo 12 partidos para el equipo, incluidos los frenos contra América-GO y Iporá.

### Goiás
Después de marcar siete goles para Itumbiara, Bruno Henrique se mudó a Goiás el 7 de enero de 2015. Hizo su debut para el club a finales de mes al comenzar en un empate 2-2 en el Campeonato Goiano en casa contra Trindade, y anotó su primer gol el 4 de febrero en una victoria por 3-1 fuera de casa contra el CRAC.
Bruno Henrique hizo su debut en la Série A el 10 de mayo de 2015, comenzando en un empate 0-0 como visitante contra Vasco da Gama. Anotó sus primeros goles en la categoría seis días después, logrando todos los goles de su equipo en una victoria por 2-0 en casa contra el Athletico Paranaense.

### VfL Wolfsburgo
Bruno Henrique se mudó al extranjero por primera vez en su carrera el 29 de enero de 2016, uniéndose al club de la Bundesliga VfL Wolfsburgo. Hizo su debut en la categoría el 6 de febrero, y se convirtió en un sustituto de Max Kruse en la segunda mitad en una derrota por 3-0 ante el FC Schalke 04.
Bruno Henrique hizo su debut en la Liga de Campeones de la UEFA el 6 de abril de 2016, iniciando y ayudando al segundo gol de Maximilian Arnold en una victoria por 2-0 en casa contra el Real Madrid; él también comenzó en la segunda etapa seis días después, una derrota por 3-0 en el estadio Santiago Bernabéu, que dejó fuera de juego a la competencia.

### Santos

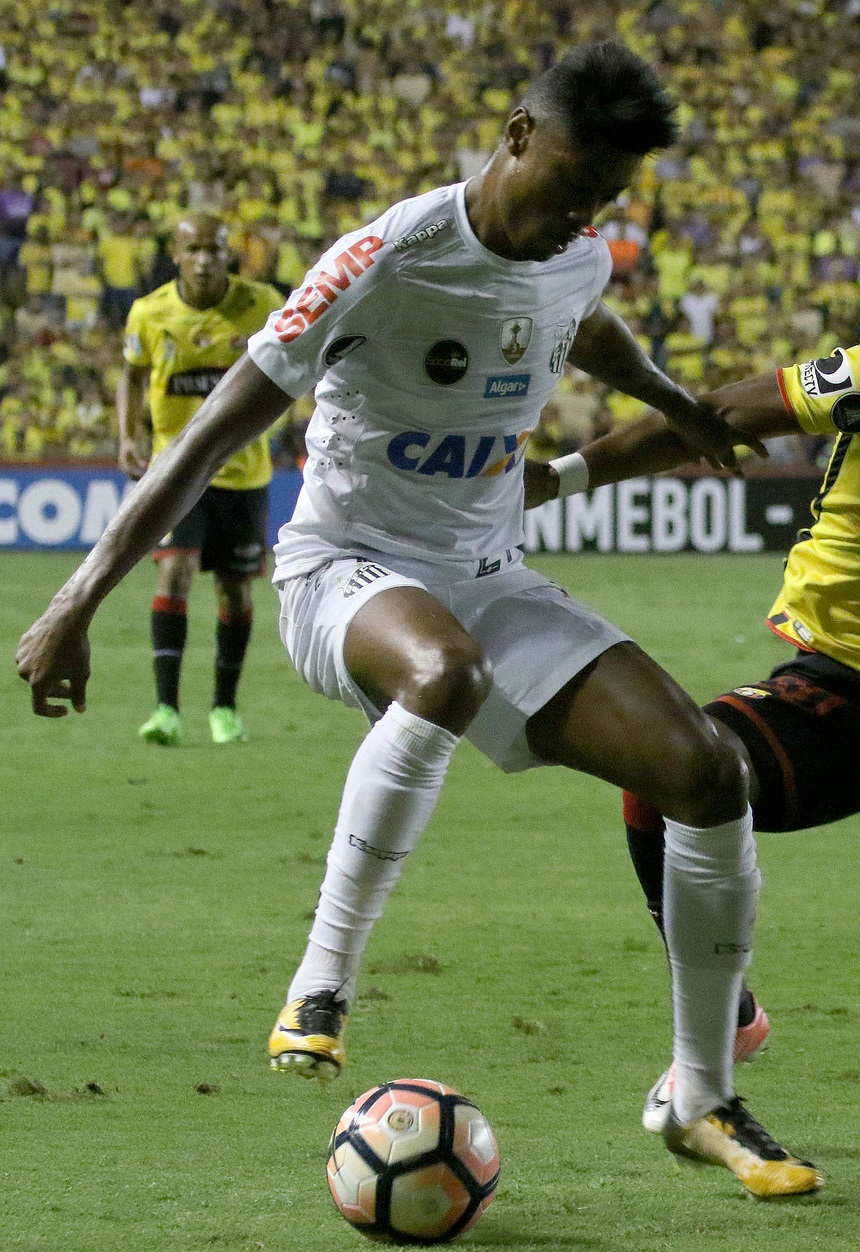
Bruno Henrique jugando para Santos en 2017.

El 23 de enero de 2017, Bruno Henrique se unió a Santos en su país de origen, luego de que Wolfsburgo aceptara una oferta de 4 millones de euros. Fue anunciado oficialmente en su nuevo club cuatro días después, firmando un contrato de cuatro años.
Bruno Henrique hizo su debut para el club el 12 de febrero de 2017, y comenzó como suplente en la segunda mitad en una victoria por 3-2 en el Campeonato Paulista fuera de casa ante Red Bull Brasil. Anotó sus primeros goles el 12 de marzo, logrando un hat-trick en la victoria por 4-1 ante São Bernardo.
El 23 de julio de 2017, Bruno Henrique anotó todos los goles de su equipo en una derrota por 3-0 en casa de Bahia. Terminó la temporada con 18 goles y 11 asistencias, siendo el mejor de su equipo en ambos atributos.
Bruno Henrique solo jugó durante diez minutos durante el primer partido de la temporada 2018 antes de sufrir una lesión en el ojo que lo mantuvo fuera durante tres meses.

### Flamengo
El 23 de enero de 2019, Bruno Henrique llegó a un acuerdo con Flamengo, otro socio del primer nivel, por un honorario de 23 millones de reales, más un préstamo de Jean Lucas a Santos por un año. Ganó la Copa Libertadores de 2019. Debutó contra el Botafogo, el Clássico da Rivalidade, el 26 de enero, en la 3.ª jornada de la Taça Guanabara, haciendo una actuación de gala, entrando en el segundo tiempo y anotando los dos goles de la victoria rojinegro por 2-1.
En la 35.ª jornada del Campeonato Brasileño, frente al Ceará, Bruno Henrique volvería a anotar un hat-trick en un partido, alcanzando así 21 goles en la competición, igualando a Zico como segundo máximo goleador del Flamengo en una edición del campeonato brasileño, ambos justo detrás de Gabigol.
El 9 de diciembre de 2019, Bruno Henrique, delantero del Flamengo, fue elegido estrella del Campeonato Brasileño 2019, este lunes, en una ceremonia organizada por la CBF, en Río de Janeiro. El jugador fue elegido por periodistas, capitanes de clubes y entrenadores del Brasileirão.
En la disputa del Copa Mundial de Clubes de la FIFA 2019, Bruno Henrique fue elegido segundo mejor jugador de la competición.
El 30 de noviembre de 2020, Bruno Henrique cumplió, ante Racing, 100 partidos vistiendo la camiseta de Flamengo.
El 6 de abril marcó uno de los goles en la victoria por 2-0 sobre Sporting Cristal en el debut del club en la Libertadores. Con este gol superó a Zico y se situó 2º como máximo goleador de la historia del club en la competición con 16 goles, sólo por detrás de Gabigol con 22 goles.
En la victoria por 3-1 sobre Botafogo, en la Supercopa Rei 2025, marcó dos goles y selló su título número 14. Superó a Zico, Júnior y su excompañero Gabigol, convirtiéndose en el máximo copador, empatado con Arrascaeta, su contemporáneo.
El gol número 100 lo marcó contra Vasco, en el segundo partido de la semifinal del Campeonato Carioca, el 8 de marzo de 2025.
El 27 de abril de 2025, Bruno completó 300 partidos con la camiseta del Flamengo en una victoria por 4-0 sobre el Corinthians.

## Estadísticas

### Clubes
Actualizado hasta su último partido disputado el 14 de agosto de 2025.
| Club                      | Div.          | Temporada     | Liga  | Liga  | Liga   | Estatales | Estatales | Estatales | Copas nacionales | Copas nacionales | Copas nacionales | Torneos internacionales | Torneos internacionales | Torneos internacionales | Total | Total | Total  |
| Club                      | Div.          | Temporada     | Part. | Goles | Asist. | Part.     | Goles     | Asist.    | Part.            | Goles            | Asist.           | Part.                   | Goles                   | Asist.                  | Part. | Goles | Asist. |
| ------------------------- | ------------- | ------------- | ----- | ----- | ------ | --------- | --------- | --------- | ---------------- | ---------------- | ---------------- | ----------------------- | ----------------------- | ----------------------- | ----- | ----- | ------ |
| Goiás E. C. · Brasil      | 1ª            | 2015          | 33    | 7     | 7      | 16        | 5         | 0         | 6                | 0                | 0                | 2                       | 0                       | 0                       | 57    | 12    | 7      |
| Goiás E. C. · Brasil      | Total club    | Total club    | 33    | 7     | 7      | 16        | 5         | 0         | 6                | 0                | 0                | 2                       | 0                       | 0                       | 57    | 12    | 7      |
| VfL Wolfsburgo · Alemania | 1ª            | 2015-16       | 7     | 0     | 1      | —         | —         | —         | —                | —                | —                | 2                       | 0                       | 1                       | 9     | 0     | 2      |
| VfL Wolfsburgo · Alemania | 1ª            | 2016-17       | 7     | 0     | 0      | —         | —         | —         | 1                | 0                | 0                | —                       | —                       | —                       | 8     | 0     | 0      |
| VfL Wolfsburgo · Alemania | Total club    | Total club    | 14    | 0     | 1      | 0         | 0         | 0         | 1                | 0                | 0                | 2                       | 0                       | 1                       | 17    | 0     | 2      |
| Santos F. C. · Brasil     | 1ª            | 2017          | 28    | 8     | 11     | 12        | 3         | 0         | 4                | 4                | 1                | 9                       | 3                       | 1                       | 53    | 18    | 13     |
| Santos F. C. · Brasil     | 1ª            | 2018          | 28    | 1     | 3      | 1         | 0         | 0         | 2                | 1                | 0                | 2                       | 0                       | 0                       | 33    | 2     | 3      |
| Santos F. C. · Brasil     | Total club    | Total club    | 56    | 9     | 14     | 13        | 3         | 0         | 6                | 5                | 1                | 11                      | 3                       | 1                       | 86    | 20    | 16     |
| C. R. Flamengo · Brasil   | 1ª            | 2019          | 33    | 21    | 4      | 11        | 8         | 4         | 3                | 0                | 1                | 15                      | 6                       | 7                       | 62    | 35    | 16     |
| C. R. Flamengo · Brasil   | 1ª            | 2020          | 31    | 9     | 7      | 10        | 5         | 2         | 5                | 2                | 1                | 7                       | 5                       | 1                       | 53    | 21    | 11     |
| C. R. Flamengo · Brasil   | 1ª            | 2021          | 24    | 11    | 5      | 7         | 1         | 0         | 6                | 2                | 2                | 11                      | 6                       | 4                       | 48    | 20    | 11     |
| C. R. Flamengo · Brasil   | 1ª            | 2022          | 8     | 1     | 2      | 7         | 0         | 0         | 2                | 1                | 1                | 6                       | 1                       | 5                       | 23    | 3     | 8      |
| C. R. Flamengo · Brasil   | 1ª            | 2023          | 29    | 2     | 1      | —         | —         | —         | 5                | 2                | 1                | 4                       | 3                       | 0                       | 38    | 7     | 2      |
| C. R. Flamengo · Brasil   | 1ª            | 2024          | 29    | 6     | 1      | 13        | 2         | 1         | 6                | 1                | 3                | 8                       | 0                       | 0                       | 56    | 9     | 5      |
| C. R. Flamengo · Brasil   | 1ª            | 2025          | 17    | 1     | 0      | 7         | 3         | 0         | 2                | 2                | 0                | 11                      | 2                       | 2                       | 37    | 8     | 2      |
| C. R. Flamengo · Brasil   | Total club    | Total club    | 171   | 51    | 20     | 55        | 19        | 7         | 29               | 10               | 9                | 62                      | 23                      | 19                      | 317   | 103   | 55     |
| Total carrera             | Total carrera | Total carrera | 274   | 67    | 42     | 84        | 27        | 7         | 42               | 15               | 10               | 77                      | 26                      | 21                      | 477   | 135   | 80     |
| 1. 2. 3. 4.               |               |               |       |       |        |           |           |           |                  |                  |                  |                         |                         |                         |       |       |        |

### Hat-tricks
| Partidos en los que anotó tres o más goles | Partidos en los que anotó tres o más goles | Partidos en los que anotó tres o más goles | Partidos en los que anotó tres o más goles | Partidos en los que anotó tres o más goles | Partidos en los que anotó tres o más goles | Partidos en los que anotó tres o más goles |
| N.º                                        | Fecha                                      | Estadio                                    | Partido                                    | Goles                                      | Resultado                                  | Competición                                |
| ------------------------------------------ | ------------------------------------------ | ------------------------------------------ | ------------------------------------------ | ------------------------------------------ | ------------------------------------------ | ------------------------------------------ |
| 1                                          | 12 de marzo de 2017                        | Estádio Primeiro de Maio, Sao Paulo        | São Bernardo F. C. - Santos F. C.          |                                            | 1 - 4                                      | Campeonato Paulista 2017                   |
| 2                                          | 23 de julio de 2017                        | Estadio Pacaembú, Sao Paulo                | Santos F. C. - E. C. Bahia                 |                                            | 3 - 2                                      | Brasileirão 2017                           |
| 3                                          | 3 de noviembre de 2019                     | Estadio Maracana, Río de Janeiro           | C. R. Flamengo - S. C. Corinthians         |                                            | 4 - 1                                      | Brasileirão 2019                           |
| 4                                          | 25 de julio de 2021                        | Estadio Maracana, Río de Janeiro           | C. R. Flamengo - São Paulo F. C.           |                                            | 5 - 1                                      | Brasileirão 2021                           |

## Palmarés

### Campeonatos regionales
| Título             | Club           | Estado         | Año  |
| ------------------ | -------------- | -------------- | ---- |
| Campeonato Goiano  | Goiás E. C.    | Goiás          | 2015 |
| Campeonato Carioca | C. R. Flamengo | Río de Janeiro | 2019 |
| Campeonato Carioca | C. R. Flamengo | Río de Janeiro | 2020 |
| Campeonato Carioca | C. R. Flamengo | Río de Janeiro | 2021 |
| Campeonato Carioca | C. R. Flamengo | Río de Janeiro | 2024 |
| Campeonato Carioca | C. R. Flamengo | Río de Janeiro | 2025 |

### Títulos nacionales
| Título               | Club           | País   | Año  |
| -------------------- | -------------- | ------ | ---- |
| Campeonato Brasileño | C. R. Flamengo | Brasil | 2019 |
| Supercopa de Brasil  | C. R. Flamengo | Brasil | 2020 |
| Campeonato Brasileño | C. R. Flamengo | Brasil | 2020 |
| Supercopa de Brasil  | C. R. Flamengo | Brasil | 2021 |
| Copa de Brasil       | C. R. Flamengo | Brasil | 2022 |
| Copa de Brasil       | C. R. Flamengo | Brasil | 2024 |
| Supercopa de Brasil  | C. R. Flamengo | Brasil | 2025 |

### Torneos internacionales
| Título              | Club           | Sede           | Año  |
| ------------------- | -------------- | -------------- | ---- |
| Copa Libertadores   | C. R. Flamengo | Lima           | 2019 |
| Recopa Sudamericana | C. R. Flamengo | Río de Janeiro | 2020 |
| Copa Libertadores   | C. R. Flamengo | Guayaquil      | 2022 |

### Distinciones individuales
| Distinción                                       | Año  |
| ------------------------------------------------ | ---- |
| Máximo goleador del Campeonato Carioca (8 goles) | 2019 |
| Mejor jugador de la Copa Libertadores de América | 2019 |